# Johan Philip Asbæk
Johan Philip Asbæk (Copenhaga, 2 de março de  1982), mais conhecido como Pilou Asbæk, é um ator dinamarquês conhecido por ter interpretado a personagem  Kasper Juul, spin doctor na série de televisão Borgen.

## Biografia
Filho dos galeristas Jacob Asbæk e Maria Patricia Tonn Asbæk, graduou-se na Escola Nacional de Teatro em 2008.
Pilou é companheiro da dramaturga Anna Bro, com quem tem uma filha, Agnes Asbæk, nascida em 31 de dezembro de  2012.

## Carreira
Antes de ser admitido na Escola Nacional de Teatro, foi protagonista de Nederdrægtighedens Historie no teatro Comedievognen. Também apareceu em Folk og røvere i Kardemomme no Bellevue Teatret e em Core no Østre Gasværk Teater em 2008.
Em 2008 teve o papel protagonista como Teis no filme dramático To verdener.
Em 2010 integrou o elenco da série Borgen, onde interpretou Kasper Juul, chefe de imprensa da primeira-ministra Birgitte Nyborg, até 2013.
Nesse ano interpretou o papel de Rune no filme R (rodado na antiga prisão estatal de Horsens), e pela sua interpretação venceu o Prémio Bodil na categoria de "melhor ator protagonista".
Em 2011 durante o Festival Internacional de Cinema de Berlim foi premiado como "Shooting Star" (sendo um dos dez atores europeus nomeados).
Em agosto de 2013 interpretou Simon Spies em Spies & Glistrup. Nesse mesmo ano apareceu como personagem recorrente da terceira temporada da popular série The Borgias onde interpretou o  condotiero Paolo Orsini.
Em 4 de fevereiro de 2014 a cadeia de televisão Danmarks Radio anunciou que Philip tinha sido um dos eleitos para apresentar o Festival Eurovisão da Canção 2014 junto com Lise Rønne e Nikolaj Koppel.
Em 2014 foi protagonista da série 1864.
Em 2016 integrou o elenco da série Game of Thrones, interpretando Euron Greyjoy, até o final da série, em abril de 2019

## Filmografia

### Filmes
- To verdener (2008) - Teis
- Dig og mig (2008) - Oliver
- Monsterjægerne (2009) - Søren
- R (2010) - Rune
- The Whistleblower (2010) - Bas
- En familie (2011) - Peter
- Bora Bora (2011) - Jim
- Kapringen (2012) - Mikkel Hartmann
- Spies & Glistrup (2013) - Simon Spie
- Lucy (2014) - Richard
- 9. april (2015) - Sekondløjtnant Sand
- Ben-Hur (2016) - Pôncio Pilatos
- Ghost in the Shell (2017) - Batou

### Séries de televisão
| Ano       | Título          | Personagem      | Notas                    |
| --------- | --------------- | --------------- | ------------------------ |
| 2008      | Deroute         | Mulvad          | 3 episódios              |
| 2009      | The Killing     | David Grüner    | episódio # 2.3           |
| 2009-2010 | Blekingegade    | Carsten Nielsen | 3 episódios - mini-série |
| 2010-2013 | Borgen          | Kasper Juul     | 29 episódios             |
| 2013      | The Borgias     | Paolo Orsini    | 7 episódios              |
| 2014      | 1864            | Didrich         | 8 episódios              |
| 2016-2019 | Game Of Thrones | Euron Greyjoy   | 6 episódios              |

## Prémios e nomeações
| Ano  | Categoria              | Prémio       | Filme            | Resultado |
| ---- | ---------------------- | ------------ | ---------------- | --------- |
| 2014 | Melhor Ator            | Robert Award | Spies & Glistrup | Nomeado   |
| 2013 | Melhor Ator Secundário | Robert Award | Kapringen        | Nomeado   |
| 2013 | Melhor Ator            | Bodil Award  | Kapringen        | Nomeado   |
| 2012 | Melhor Ator Secundário | Robert Award | En familie       | Nomeado   |
| 2012 | Melhor Ator Secundário | Bodil Award  | En familie       | Nomeado   |
| 2011 | Melhor Ator            | Robert Award | R                | Vencedor  |
| 2011 | Melhor Ator            | Bodil Award  | R                | Vencedor  |
| 2011 | Melhor Ator            | Zulu Award   | R                | Nomeado   |